# وادي كلارا
وادي كلارا محمية طبيعة وطنية مساحتها حوالي 545 أكر (2.21 كـم2) تقع في مقاطعة ويكلاو، في أيرلندا. تديرها دائرة حماية الحياة البرية والمتنزهات الوطنية الأيرلندية.

## الخصائص
حمت الحكومة الأيرلندية وادي كلارا قانونا كمحمية طبيعية وطنية وذلك عام 1983. تقع غابة باليغانون، وهي منطقة محفوظة خاصة، ضمن محمية وادي كلارا الطبيعية.
وادي كلارا، والذي يعرف أحياناً باسم غابة وادي كلار،ا هو عبارة عن غابة بلوط مجزأة تمتد على مساحة كبيرة، مع غابات شبه طبيعية أكبر في مقاطعة ويكلو. ومن المحتمل أ، تكون أكبر غابة وطنية من الأشجار ذات الأخشاب الصلبة في أيرلندا. كانت هذه المنطقة مغطاة جزئياً بالأشجار منذ العصر الجليدي. ثمة تنوّع من أشجار البندق والصفصاف والبتولا والبهشية، كما تنمو فيها أزهار الأجراس الزرقاء (بلوبيلز) والعنبية، وزهر العسل وحميض الغابات. تعيش بعض أنواع الطيور في هذه الغابات مثل الصقور والطيور الخشب والطيور متسلقة الأشجار وطائر الحميراء، كما تجد فيها الأيل الأسمر الأوروبي.